# AB Svenska Järnvägsverkstädernas Aeroplanavdelning
AB Svenska Järnvägsverkstädernas Aeroplanavdelning (el departament aèri del Taller de Ferrocarrils suec, ASJA) era una empresa que fabricava aeronaus a Linköping, Suècia.

## Història

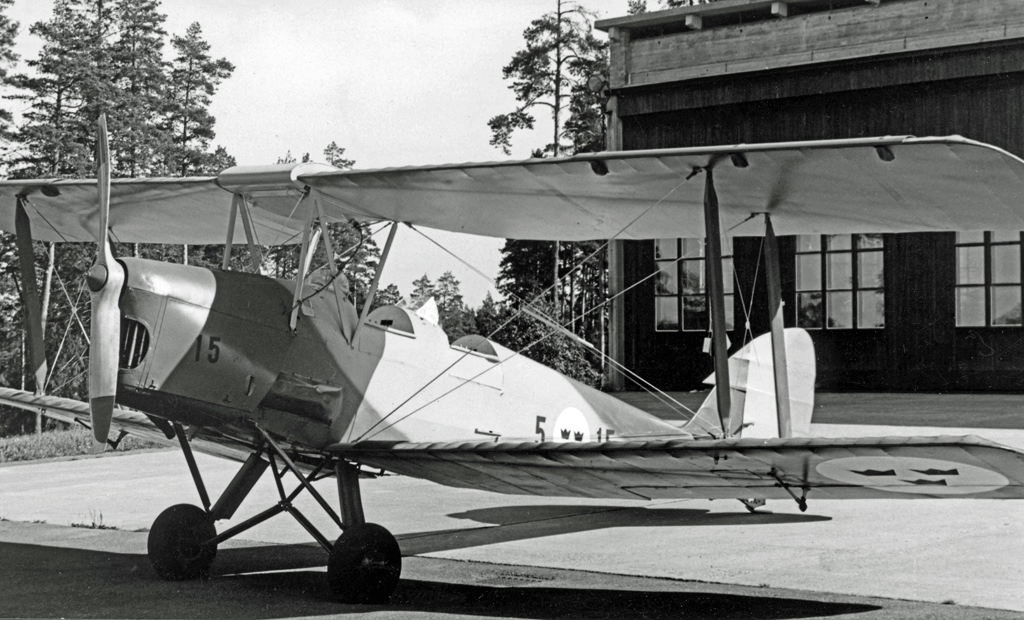
De Havilland Tiger Moth construït per ASJA el 1935 per a la Reial Força Aèria Sueca Reial

La companyia es va iniciar com una filial d'ASJ (AB Svenska Järnvägsverkstäderna, Tallers de Ferrocarrils Suecs) l'any 1930s al comandament de Sven Blomberg, antic dissenyador de Svenska Aero. El 1932 ASJA va comprar Svenska Aero a Carl Clemens Bücker.
Durant el 1936 ASJA va estar valorant crear una empresa comuna amb Bofors, una empresa fabricant d'armes sueca, per tal de dissenyar i fabricar aeronaus. El mes de gener de 1937 van acordar compartir l'estoc entre ells a parts iguales i el 31 de març de 1937, van formar AB Förenade Flygverkstäder (AFF).
La co-operació a AFF no va funcionar així que, el mes de març de 1939 es va decidir que Svenska Aeroplan AB (Saab) seria reformada i absorbiria ASJA.

## Aeronaus
- ASJA F1
- ASJA L1 Viking
- ASJA L2 (designació militar Ö 9)
- ASJA L10 (més tard esdevenia Saab 17)
- ASJA L11 (més tard esdevenia Saab 18)
- ASJA Viking II
- de Havilland DH 82 Tiger Moth
- Focke-Wulf Fw 44J Stieglitz
- Hawker Hart
- North American NA-16
- Northrop 8A-1
- Raab-Katzenstein RK-26 Tigerschwalbe
- Svenska Aero SA-14
- Svenska Aero SA-15